# Haltepunkt Chemnitz Mitte
Der Haltepunkt Chemnitz Mitte ist eine Betriebsstelle der Bahnstrecke Dresden–Werdau am Rande der Chemnitzer Innenstadt.

## Lage
Der Haltepunkt befindet sich etwa einen Kilometer südwestlich des Stadtzentrums auf der Grenze der Stadtteile Kapellenberg und Zentrum. Die benachbarten Betriebsstellen der Bahnstrecke Dresden–Werdau sind die Haltepunkte Chemnitz Süd Hp in Richtung Osten und Chemnitz-Schönau in Richtung Westen. Bis 2000 befand sich etwa siebenhundert Meter in westlicher Richtung entfernt noch der Güterbahnhof Chemnitz-Kappel. Der 2021 in Betrieb genommene Bahnsteig befindet sich östlich der Stollberger Straße, etwa in ursprünglicher Lage von 1860 und rund zweihundert Meter östlich des zwischenzeitlichen Standortes von 1906 bis 2021 an der Reichsstraße. Nur etwa einhundert Meter vor dem Anfang des neuen Bahnsteiges befindet sich das Viadukt Beckerbrücke. Dieser in Dammlage südlich um das Stadtzentrum verlaufende Abschnitt der Bahnstrecke Dresden–Werdau wird auch als „Chemnitzer Bahnbogen“ bezeichnet.

## Geschichte

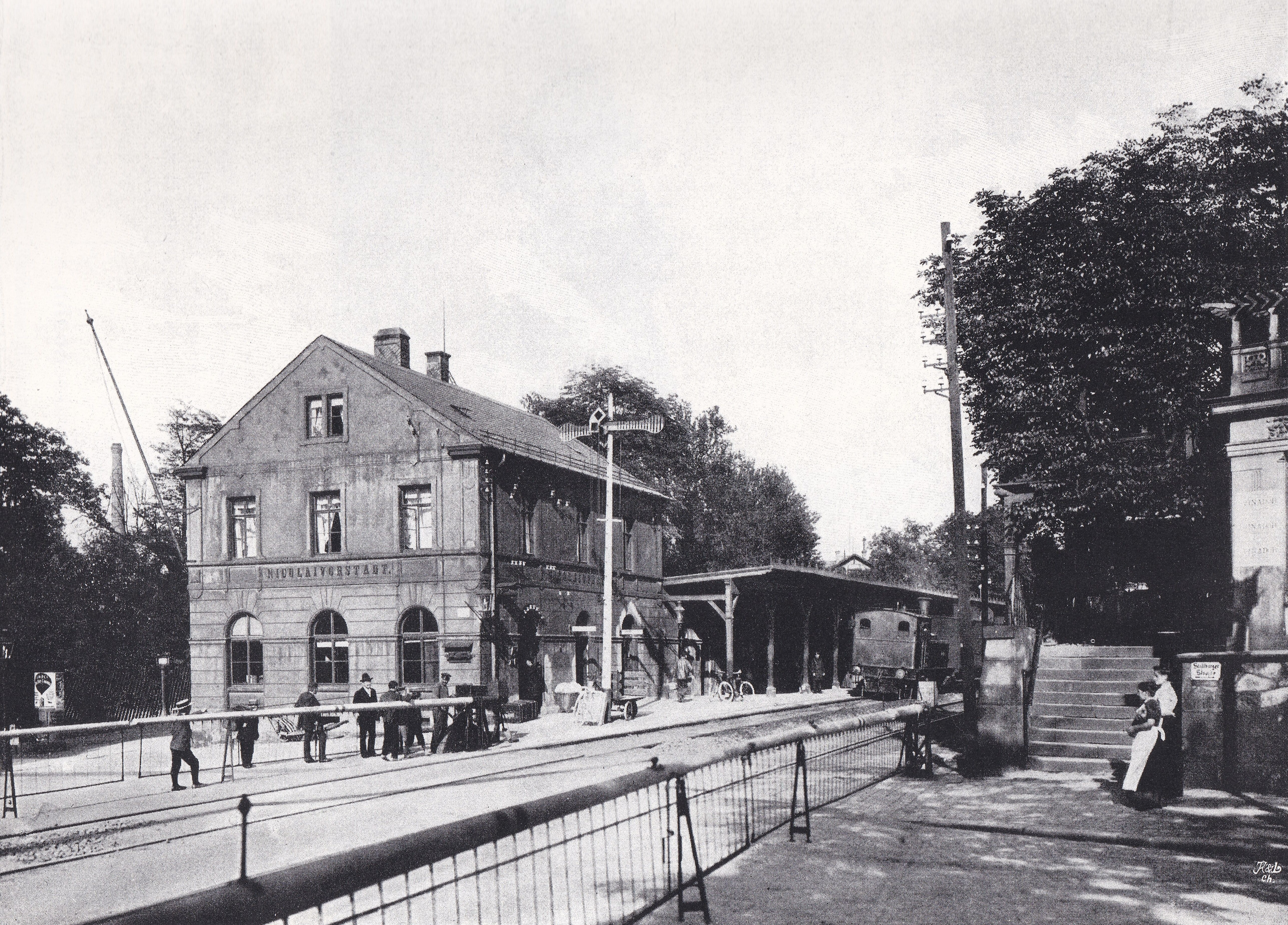
Erstes Empfangsgebäude mit noch höhengleichem Wegübergang an der Stollberger Straße (vor 1900)

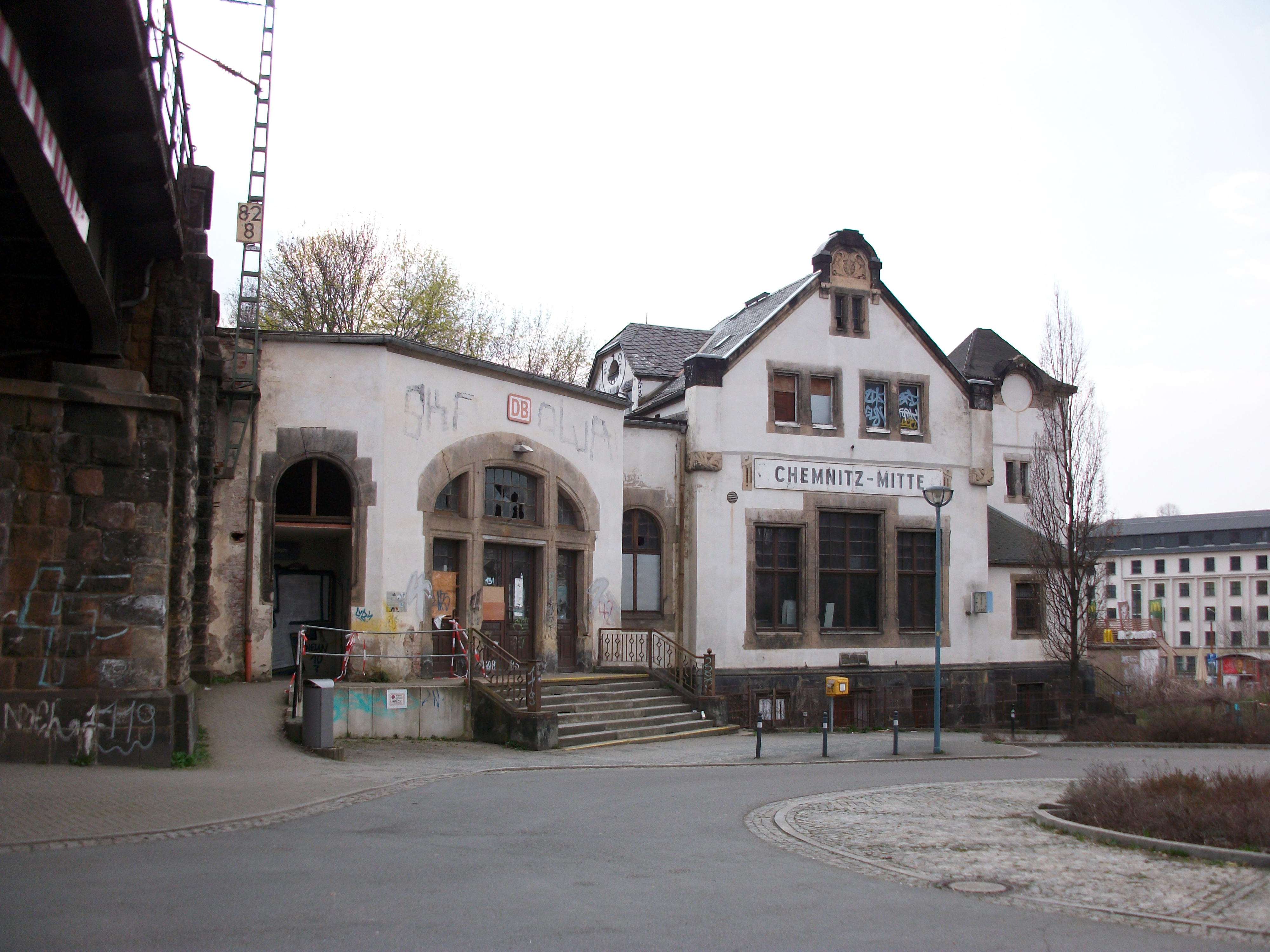
Empfangsgebäude von 1906 an der Reichsstraße (2019)

Der heutige Haltepunkt Chemnitz Mitte wurde als Nicolaivorstadt am 9. Januar 1860 eröffnet, auch wenn mehrere Quellen dies bereits mit der Inbetriebnahme der Eisenbahnstrecke von Chemnitz nach Zwickau am 15. November 1858 in Verbindung bringen. Er wurde nach der damaligen Chemnitzer Nikolaivorstadt benannt und befand sich ursprünglich östlich der damals noch höhengleichen Kreuzung mit der Stollberger Straße in unmittelbarer Nähe der Nikolaikirche.
Die Station trug während ihrer Betriebszeit schon mehrere unterschiedliche Namen:
- bis zum 30. April 1904: Nicolaivorstadt
- bis zum 30. April 1905: Chemnitz Nicolaibahnhof
- bis zum 9. Mai 1953: Chemnitz Nicolaivorstadt
- bis zum 29. Mai 1990: Karl-Marx-Stadt Mitte
- seit dem 30. Mai 1990: Chemnitz Mitte

Im „Kursbuch der Deutschen Reichs-Postverwaltung“ vom Juli 1880 ist die Haltestelle als St. Nicolai vermerkt, ebenso in einem Stadtplan von 1897.
Die Station diente und dient ausschließlich dem Personenverkehr. Mit einer Petition wurde bereits 1864 – wenn auch vergeblich – der Wunsch geäußert, die Haltestelle Nicolaivorstadt zu einem zweiten Güter- und Kohlenbahnhof für die zahlreichen im Westen und Südwesten der Stadt Chemnitz bereits vorhandenen bzw. in Gründung befindlichen Fabriken auszubauen. Letztendlich wurde der erforderliche Güterbahnhof 1880 knapp einen Kilometer weiter westlich in der damals noch selbstständigen Gemeinde Kappel eingerichtet.
Das ursprüngliche Empfangsgebäude von 1860 wurde 1880 um eine Wartehalle ergänzt. Beide wurden 1906 abgerissen, als man beim Umbau der Chemnitzer Eisenbahnanlagen zwischen 1903 und 1909 die Strecke in diesem Abschnitt höherlegte. Bei dieser Gelegenheit wurde der Haltepunkt einige Meter Richtung Westen an die Ecke Reichsstraße/Neefestraße verlegt und im September 1906 in Betrieb genommen. Das Empfangsgebäude von 1906 steht unter Denkmalschutz, wird jedoch nicht mehr für den Eisenbahnbetrieb genutzt.
2021 wurde der Haltepunkt im Rahmen der Sanierung des „Chemnitzer Bahnbogens“ an die Stollberger Straße zurückverlegt. Am 17. März 2021 wurde die alte Verkehrsstation außer Betrieb und am 22. März 2021 der neu errichtete Bahnsteig in Betrieb genommen. Das hölzerne Bahnsteigdach des alten Bahnsteiges wurde am 11. April 2021 abgerissen. In den Räumen des ungenutzten Empfangsgebäudes eröffnete ein Motorradladen.

## Anlagen

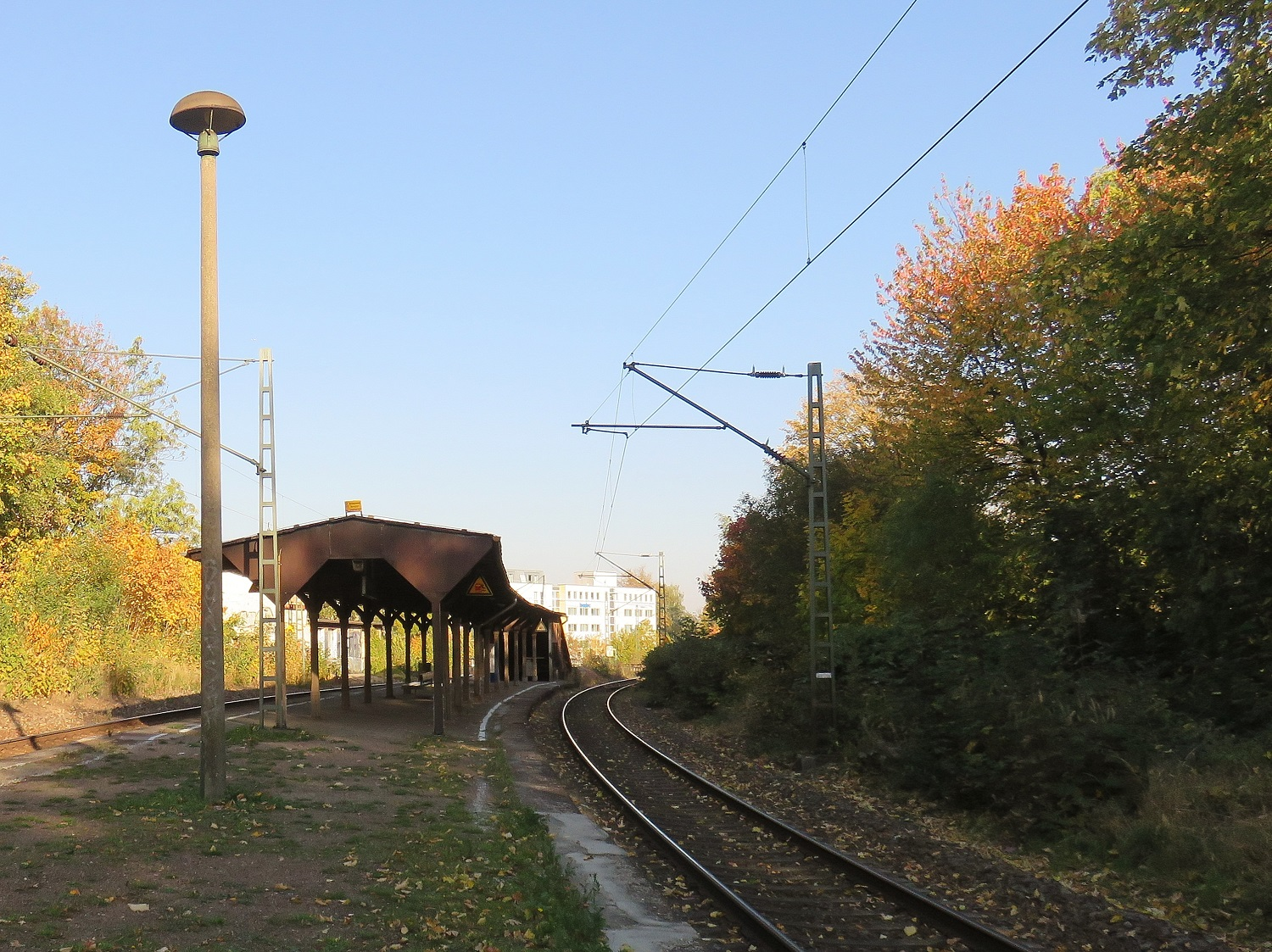
Bahnsteig am alten Standort (2018)

Der gegenwärtige Haltepunkt besteht aus einem Mittelbahnsteig, der über Treppen und einen Aufzug von der Stollberger Straße aus zugänglich ist. Die Nutzlänge des Bahnsteiges beträgt 140 m bei 0,55 m Kantenhöhe.
Der zwischenzeitliche Haltepunkt von 1906 bis 2021 besaß einen Mittelbahnsteig, der über eine Unterführung und eine Treppenanlage vom Empfangsgebäude aus zu erreichen war. Der Zugang zum Gebäude erfolgte über den Vorplatz an der Reichsstraße, ein ehemals vorhandener Zugang von der Neefestraße war verschlossen worden. Im Empfangsgebäude befanden sich zuletzt keine weiteren Einrichtungen für Reisende. Der Bahnsteig war auf etwa einem Viertel seiner ursprünglichen Länge überdacht und diente ehemals nur dem Streckengleis Werdau–Dresden. Für das Streckengleis Dresden–Werdau war ursprünglich ein separater Außenbahnsteig vorhanden. Neben den heute vorhandenen zwei Streckengleisen befanden sich ursprünglich zwei weitere nach Chemnitz-Kappel führende Gütergleise.

## Verkehrsanbindung
Der Haltepunkt wird stündlich, in der Hauptverkehrszeit halbstündlich, durch die Regionalbahn-Linie 30 Dresden Hbf–Freiberg (Sachs)–Chemnitz Hbf–Chemnitz Mitte–Glauchau (Sachs)–Zwickau (Sachs) Hbf bedient, die von der Bayerischen Oberlandbahn unter der Marke Mitteldeutsche Regiobahn betrieben wird. In unmittelbarer Nähe zum neuen Bahnsteigzugang befindet sich in der Stollberger Straße die Haltestelle des städtischen Nahverkehrsbetriebes CVAG Bahnhof Mitte der Straßenbahnlinie 4; an der Zwickauer Straße, und damit etwas näher zum ehemaligen Empfangsgebäude, die Haltestelle Reichsstraße der Linie 1.